# Charles Rabemananjara
Pour les articles homonymes, voir Rabemananjara.
Le général Charles Rabemananjara est un officier supérieur et homme d'État malgache. Le 20 janvier 2007, il est nommé Premier ministre par le président Marc Ravalomanana en remplacement de Jacques Sylla.

## Politique
Né le 9 juin 1947 à Ampatsakana-Antananarivo, il est marié et père de 4 enfants. Il  a le grade de général de corps d’armée dans la Gendarmerie nationale.
Il fait des études militaires à Madagascar et en France.
Après avoir commencé sa carrière à l'état-major de la Gendarmerie en 1970, il est nommé commandant de compagnie à Antsirabe en 1975, puis adjoint au commandant de la Gendarmerie de la région de Tananarive en 1976.  Après avoir poursuivi sa carrière dans la Gendarmerie il sera successivement :
- Secrétaire général de la Défense nationale auprès du Premier ministre en 1996.
- Directeur général des Douanes en 1998
- Expert militaire de l’OUA aux Comores en 2000
- Directeur du cabinet militaire de la Présidence en 2004
- Ministre de l’Intérieur et de la Réforme administrative dans le gouvernement de Jacques Sylla du 28 novembre 2005 au 19 janvier 2007.

Le 17 mars 2009, après plusieurs mois de conflit entre le président Marc Ravalomanana et l'ancien maire de la capitale Andry Rajoelina, le gouvernement du général Rabemananjara est dissous par décret du chef de l'État. Les fonctions de président de la République et de Premier ministre sont confiées à un directoire militaire à qui le président Ravalomanana remet le pouvoir en démissionnant. Le directoire, présidé par le vice-amiral Hippolyte Rarison Ramaroson, « le plus ancien dans le grade le plus élevé, toutes armes confondues », transmet le pouvoir suprême à Andry Rajoelina qui devient président de la Haute Autorité de transition avec pour mission d'organiser des élections sous deux ans. Le général Rabemananjara est remplacé au poste de Premier ministre par Roindefo Monja.